# ハンター・ストラットン
ハンター・アレクサンダー・ストラットン（Hunter Alexander Stratton, 1996年11月17日 - ）は、アメリカ合衆国テネシー州サリバン郡ブリストル出身のプロ野球選手（投手）。右投右打。MLBのアトランタ・ブレーブス所属。

## 経歴

### プロ入りとパイレーツ時代
2017年のMLBドラフト16巡目（全体478位）でピッツバーグ・パイレーツから指名され、プロ入り。契約後、傘下のアパラチアンリーグのルーキー級ブリストル・パイレーツでプロデビュー。12試合（先発11試合）に登板して0勝2敗、防御率4.81、38奪三振を記録した。
2018年はA級ウェストバージニア・パワーでプレーし、22試合（先発20試合）に登板して6勝5敗、防御率4.16、82奪三振を記録した。
2019年はA+級ブレイデントン・マローダーズでプレーし、33試合（先発3試合）に登板して5勝4敗、防御率4.25、64奪三振を記録した。
2020年は新型コロナウイルスの影響でマイナーリーグの試合が開催されなかったため、公式戦の登板は無かった。
2021年はAA級アルトゥーナ・カーブとAAA級インディアナポリス・インディアンスでプレーし、2チーム合計で38試合に登板して2勝2敗7セーブ、防御率2.39、70奪三振を記録した。
2022年はAAA級インディアナポリスでプレーし、47試合（先発1試合）に登板して2勝6敗3セーブ、防御率5.71、82奪三振を記録した。
2023年、マイナーではAAA級インディアナポリスでプレーし、47試合（先発1試合）に登板して2勝6敗3セーブ、防御率5.71、82奪三振を記録した。9月4日にメジャー契約を結んでアクティブ・ロースター入りし、翌5日のミルウォーキー・ブルワーズ戦でメジャーデビュー。この年メジャーでは8試合に登板して防御率2.25、10奪三振を記録した。オフの11月17日にノンテンダーFAとなったが、2024年1月11日にマイナー契約で再契約を結んだ。
2024年シーズン開幕日の3月28日にメジャー契約を結んでアクティブ・ロースター入りした。8月24日に膝蓋腱断裂して翌25日には故障者リスト入りし、以降は全休した。シーズンでは36試合に登板して2勝1敗1セーブ、防御率3.58、33奪三振、5ホールドを記録した。オフの11月22日に2年連続でノンテンダーFAとなったが、12月11日にマイナー契約で再契約を結んだ。
2025年3月22日にメジャー契約を結んでアクティブ・ロースター入りした。開幕後は3試合に登板したが、ケガの影響もあってか防御率は23.63と散々で6月26日にヘネシス・カブレラの獲得に伴ってDFAとなった。

### ブレーブス時代
2025年7月1日にタイタス・ドゥミトル及び金銭とのトレードで、アトランタ・ブレーブスへ移籍した。

## 詳細情報

### 年度別投手成績
| 年 度    | 球 団    | 登 板 | 先 発 | 完 投 | 完 封 | 無 四 球 | 勝 利 | 敗 戦 | セ 丨 ブ | ホ 丨 ル ド | 勝 率 | 打 者 | 投 球 回 | 被 安 打 | 被 本 塁 打 | 与 四 球 | 敬 遠 | 与 死 球 | 奪 三 振 | 暴 投 | ボ 丨 ク | 失 点 | 自 責 点 | 防 御 率 | W H I P |
| -------- | -------- | ----- | ----- | ----- | ----- | -------- | ----- | ----- | -------- | ----------- | ----- | ----- | -------- | -------- | ----------- | -------- | ----- | -------- | -------- | ----- | -------- | ----- | -------- | -------- | ------- |
| 2023     | PIT      | 8     | 0     | 0     | 0     | 0        | 0     | 0     | 0        | 0           | ----  | 47    | 12.0     | 9        | 2           | 3        | 0     | 1        | 10       | 1     | 0        | 3     | 3        | 2.25     | 1.00    |
| 2024     | PIT      | 36    | 0     | 0     | 0     | 0        | 2     | 1     | 1        | 5           | .667  | 158   | 37.2     | 37       | 3           | 7        | 0     | 3        | 33       | 2     | 0        | 17    | 15       | 3.58     | 1.16    |
| 2025     | PIT      | 3     | 0     | 0     | 0     | 0        | 0     | 0     | 0        | 0           | ----  | 21    | 2.2      | 10       | 1           | 2        | 0     | 1        | 1        | 0     | 0        | 7     | 7        | 23.63    | 4.50    |
| MLB：2年 | MLB：2年 | 44    | 0     | 0     | 0     | 0        | 2     | 1     | 1        | 5           | .667  | 205   | 49.2     | 46       | 5           | 10       | 0     | 4        | 43       | 3     | 0        | 20    | 18       | 3.26     | 1.12    |

- 2024年度シーズン終了時

### 背番号
- 63（2023年 - 2025年6月25日）
- 65（2025年7月25日 - ）